# Jennymar Santiago
Jennymar Santiago (28 luglio 1994) è una pallavolista portoricana, palleggiatrice delle Changas de Naranjito.

## Carriera

### Club
La carriera di Jennymar Santiago inizia nei tornei universitari portoricani, partecipando alla Liga Atlética Interuniversitaria con la UPR Bayamón. Fa il suo debutto da professionista nell'edizione 2015 della Liga de Voleibol Superior Femenino, quando viene ingaggiata dalle Changas de Naranjito, che lascia nel corso dell'annata, accasandosi alle Indias de Mayagüez, dove gioca fino all'inizio del torneo di LVSF 2017, quando passa prima alle Polluelas de Aibonito e poi ritorna alle Changas de Naranjito.
Dopo la cancellazione del campionato portoricano nel 2018, fa ritorno in campo nella Liga de Voleibol Superior Femenino 2019, sempre con la franchigia di Naranjito, che lascia dopo un triennio per approdare nella Liga de Voleibol Superior Femenino 2022 alle Pinkin de Corozal, aggiudicandosi lo scudetto, bissato nel 2023. Nella Liga de Voleibol Superior Femenino 2025 torna a indossare la casacca delle Changas de Naranjito.

### Nazionale
Fa parte della nazionale portoricana Under-20 che partecipa alla Coppa panamericana 2013 e al campionato mondiale 2013.

## Palmarès

### Club
- Campionato portoricano: 2

2022, 2023